# Triozamia lamborni
Triozamia lamborni är en insektsart som först beskrevs av Robert Newstead 1914.  Triozamia lamborni ingår i släktet Triozamia och familjen Homotomidae. Inga underarter finns listade i Catalogue of Life.